# HTTP-Archive
Das HTTP Archive (kurz HAR) ist ein von Jan Odvarko entworfenes und vom World Wide Web Consortium (W3C) vorgeschlagenes Archivformat für HTTP-Transaktionen, das von einem Webbrowser verwendet werden kann, um detaillierte Leistungsdaten über geladene Webseiten zu exportieren. Der Standard ist verwaist, dennoch ist er der de-facto-Standard in allen gängigen Webbrowsern.
Das Format verkapselt alle vom Browser durchgeführten HTTP-Interaktionen mit den an der Verbindung beteiligten Servern.
Das Dateiformat kann mit einem einfachen Texteditor analysiert werden, es existieren auch Werkzeuge, die eine visuelle Analyse ermöglichen. Das Dateiformat nutzt als Datenstruktur JSON.

## Verwendung
Ursprünglich wurde das HAR-Format zur Leistungsoptimierung von Websites entwickelt. Zwischenzeitlich hat es im Datenschutzrecht an Bedeutung gewonnen als Beweismittel, da alle Interaktionen im Zusammenhang mit dem Aufruf einer Website, also gesendete und empfangene Inhalte, verkapselt werden und so der exakte Aufruf einer Website zu einem bestimmten Zeitpunkt dokumentiert wird. So wird eine Art „Screenshot“ des gesamten Abrufs der Website ermöglicht.

## Normen und Standards
- W3C – Historische Spezifikation Dateiformat HAR, 14. August 2012 (englisch).